# アトラーカブテリモン
アトラーカブテリモンは
1. デジタルモンスターシリーズに登場する架空の生命体・デジタルモンスターの一種。
2. デジモンアドベンチャーでは光子郎のパートナー・テントモンの完全体。
3. デジモンネクストの登場人物。

## 概要
デジモンペンデュラム・ネイチャースピリッツで初登場。以降、カブテリモンが登場する作品では頻繁に登場する。名前の由来はアトラスオオカブトだが、ツノの形状はデザインに反影されていない。ペンデュラムに登場した元々の青い体色のタイプとアニメデジモンアドベンチャーで初登場した赤い体色のタイプが存在する。
デザインはカブテリモンから継承したモノだが、全体的に太く丸くなっている。

## 種族としてのアトラーカブテリモン
カブテリモンが進化した昆虫型デジモン。飛行能力を失った（DSゲーム『デジモンストーリー』によると少し退化した）代わりに高く発達した筋力を獲得し、頭頂に備えた角は巨大化、さらに全身の装甲が硬質化しており高い防御力を発揮する。また、性格も変化し本能しか持っていなかったカブテリモンと違い、か弱いデジモンを守る騎士道精神を持っている。

### 基本データ

#### 青
- 世代/完全体
- タイプ/昆虫型
- 属性/データ
- 必殺技/ホーンバスター
- 得意技/メガブラスター、ワイルドスクラッチ
- 勢力/ネイチャースピリッツ・ジャングルトルーパーズ

熱帯圏のネットエリア内で発見されたカブテリモンの進化型種。サイズは約1.5倍と、昆虫型の中でもかなり大きい。飛行能力は若干退化したものの、主力武器である角の強度が飛躍的に高められている。また、前肢付け根に筋肉状の部分が現われ、格闘能力も向上した。性質的には、生存本能以外に弱いものを守るという行動が認められ、その行動は騎士的にさえ見えることがある。
必殺技
ホーンバスター
突進して角で貫く。また、アニメやカードでは角から電撃を発射しているものもある（アニメではこれも「ホーンバスター」と呼称していた）。

#### 赤
- 世代/完全体
- タイプ/昆虫型
- 属性/ワクチン
- 必殺技/ホーンバスター
- 得意技/メガブラスター、ワイルドスクラッチ
- 勢力/ネイチャースピリッツ・ジャングルトルーパーズ

青いアトラーカブテリモンと同種であり、同様に主力武器である角の強度が飛躍的に高められているが、こちらのアトラーカブテリモンの方が飛行能力が優れている。

## 登場人物としてのアトラーカブテリモン
- デジモンアドベンチャー - テントモンが知識の紋章によって進化した完全体。声は櫻井孝宏で、関西弁は変わらない。カブテリモンより飛行能力は劣るが、その分攻撃力と防御力が上回る。
- デジモンネクスト - ムシ・クサキのデジメモリを持つ北の森の王。ツルギたちが来る前にナイトとヤタガラモンによって抹殺される。
- デジモンクロスウォーズ - 赤と青の双方が登場。赤はフォレストゾーンに生息するデジモンとして登場し、青は同じくフォレストゾーンにて、バグラ帝国のタクティモンの配下デジモンとして登場。